# Gulja Mirsojewa
Gulbahor „Gulja“ Mirsojewa (tadschikisch Гулбаҳор Мирзоева; französisch Gulya Mirzoeva; * 12. März 1959 in Stalinabad, Tadschikistan) ist eine französisch-tadschikische Regisseurin, Autorin und Dichterin, die ihre Werke auf Russisch und Französisch veröffentlicht.

## Leben
Mirsojewa wurde als Tochter des tadschikischen Nationaldichters und Übersetzers russischer Poesie Ghaffor Mirso (tadschikisch Ғаффор Мирзоев, * 5. Januar 1929 im Dorf Dahani Sholi (Chowalingski rajon); † 26. August 2006 in Duschanbe) und der Biochemikerin und Vizepräsidentin der Akademie der Wissenschaften der Republik Tadschikistan Muchiba Muchsinowna Jakubowa (tadschikisch Мухиба Мухсиновна Якубова; * 22. Januar 1937 in Buchara) geboren. Sie hat einen Bruder.
1981 absolvierte sie ein Studium am Maxim-Gorki-Literaturinstitut in Moskau. Daran schloss sich eine Tätigkeit als Leiterin der Poesieabteilung des Literatur- und Kunstmagazins Pamir in Duschanbe an. 1983 veröffentlichte sie ihren ersten Gedichtband und 1987 wurde sie in den Schriftstellerverband der UdSSR aufgenommen. Ihren ersten Dokumentarfilm drehte sie für Tadschikfilm. 1992 zog sie nach Frankreich und studierte bis 1995 an der Sorbonne-Universität Französisch. Anschließend lebte und arbeitet sie von 1996 bis 2000 in Straßburg. Neben ihrer Tätigkeit als Universitätsdozentin an der Universität Straßburg führte sie ab 1998 bei Dutzenden Dokumentarfilmen, die von France Télévisions und Arte gemeinsam produziert wurden, Regie.
Mirzoeva hat die französische Staatsangehörigkeit angenommen. Sie hat einen Sohn und eine Tochter und ist Mitglied bei der Société civile des auteurs multimédia (Scam), die sich um die Verwaltung von Urheberrechten kümmert.

## Filmografie (Auswahl)
- Шаббат (dt. Schabbat), UdSSR (Tadschikistan), 1989, s/w, 9 min., russ. O. m. engl. UT: Kurzfilm über das jüdische Stadtviertel der usbekischen Stadt Buchara und über die Zerrissenheit seiner Gemeinde.[2]
- Двое (dt. Zwei), UdSSR (Tadschikistan), 1989, s/w, 9 min., russ. O. m. engl. UT.
- Derrière la Forêt (dt. Hinter dem Wald), Frankreich, 1999, 75 min: Der alte Oboenspieler Hayri Dey besucht seinen Jugendfreund und Geigenspieler Mehmet Sakir Akkulak und überredet ihn von seiner Heimat im Taurusgebirge nach Tarsus auf den Yarenlik zu gehen, um dort zu musizieren und zu tanzen. Die musikalische Energie verändert die von Freiheit träumenden alten Männer vollkommen.[3]
- Возвращение в Душанбе (fr. Retour à Douchanbe; dt. Rückkehr nach Duschanbe), Frankreich, 2000, Beta PAL, 52 min, O. m. frz. UT: Anlässlich der Trauerzeremonie für ihren ermordeten Onkel Othakan kehrt Mirsojewa nach Duschanbe zurück und besucht die Stadt und ihre Freunde.[4]
- Mikhail Gorbatchev, simples confidences (dt. Michail Gorbatschow: Offene Worte), Frankreich, 2011: Die Regisseurin Mirsojewa trifft Michail Gorbatschow für ein persönliches Gespräch und entlockt ihm stillen, bewegenden und emotionalen Momente.[5]
- Sept jours de la vie du Père Noël (dt. Sieben Tage im Leben eines Weihnachtsmannes), Frankreich, 2006, 54 min.: Die Handlung spielt in Saratow, ca. 850 km südöstlich von Moskau. Das Ehepaar Igor und Luba sind Schauspieler und leben mit ihrer vierzehnjährige Tochter Rita in einer kleinen Wohnung. Zu Weihnachten zieht das Ehepaar als Weihnachtsmann un Schneewittchen verkleidet von Tür zu Tür und besuchen nicht nur Leuten, die es sich leisten können, sondern gehen auch zu Freunden und Nachbarn. Nach der Bescherung folgen meist ein paar Gläser Wodka. Nach einer kranken Nachbarin wird eine reiche, aber einsame Mutter mit ihrer 3-jährigen Enkelin besucht. Besuch reiht sich an Besuch und es werden unterschiedliche Geschichten erzählt. Der Film zeichnet ein Porträt einer Familie in einer an Orientierung verlierenden russischen Gesellschaft.[6]
- Afghanistan 1979: The War that Changed the World (dt. Afghanistan 1979: Der Krieg, der die Welt veränderte), Frankreich, 2014, 52 min.: Film über die sowjetische Invasion im Jahr 1979 und den Krieg in Afghanistan (1979–1989).[7][8]
- Le savant, l’imposteur et Staline (dt. Wawilow, Lyssenko und Stalin oder: Wie ernähren wir das Volk?), Frankreich, 2017, 55 min.: Die Sowjetunion hatte im gesamten 20. Jahrhundert mit der Ernährung ihres Volkes zu kämpfen. Dabei ruhten große Hoffnungen auf die sowjetische Wissenschaft. Der Film thematisiert die Kontroverse zwischen dem Botaniker und Genetiker Nikolai Iwanowitsch Wawilow und dem Agrarwissenschaftler Trofim Denissowitsch Lyssenko.[9]
- Asie Centrale: le front invisible de l’Etat islamique? (dt. Zentralasien: Neue Heimat des IS?), Frankreich, 2020, 54 min.: In dem Dokumentarfilm wird der privaten und beruflichen Werdegang des ehemaligen Kommandeurs der tadschikischen Anti-Terroreinheit Gulmurod Salimowitsch Chalimow (tadschikisch Гулмурод Салимович Ҳалимов; * 14. Mai 1975 im Gebiet Warsob, TaSSR, UdSSR; † (wahrscheinlich bei einem Anschlag umgekommen) 8. September 2017 in Deir ez-Zor, Syrien) nachgezeichnet, der 2015 zum Islamischen Staats überlief. Daneben wird die im Westen wenig bekannte neuere Geschichte der jungen Republik Tadschikistan in der geopolitisch brisanten Region Zentralasien thematisiert.[10]
- Katia and Rimma, Frankreich, 2021, 91 min.: Dokumentarfilm über die 86-jährige Rimma, die zusammen mit ihrer 16-jährige Enkelin Katia in einer kleinen Wohnung in einem zweistöckige Gebäude in Duschanbe leben. Das Haus soll abgerissen werden. Der Film zeigt die Zerrissenheit der alten Frau, de nicht weiß, ob sie in der neuen Wohnung Wurzeln schlagen kann. Katia hingegen freut sich auf die neue Wohnung, da sie nun ein neues Leben in einer helleren und geräumigeren Wohnung beginnen und den Müll und die Unordnung der alten Umgebung hinter sich lassen kann.[11]

## Bücher
- 1983: «Исцеление», russ. (dt. Heilung)
- 1989: «Поле цветущего клевера», russ. (dt. Feld mit blühendem Klee).

## Festivalteilnahmen (Auswahl)
- 1990: Dokumentarfilmfestival, Woronesch
- 1990: Tallinna Dokumentaal-Filmide Festival, Tallinn: Debütpreis
- 1991: SPIFF – Internationales Filmfestival für Kurzfilme und Animationen, St. Petersburg
- 1991: DOK – Internationale Leipziger Festival für Dokumentar- und Animationsfilm, Leipzig
- 1999: Vue sur les docs – Marseille International Film Festival, Marseille
- 1999: Filmfestival in Antalya
- 2001: Cinéma du Réel, Paris
- 2001: Viennale, Wien.[12]
- 2004: New York Jewish Film Festival, New York City
- 2006: Festival du Court-Métrage de Clermont-Ferrand, Clermont-Ferrand
- 2007: Festival La Rochelle Cinéma (Fema), La Rochelle: Hauptpreis.[13]
- 2012: Festival International de Programmes Audiovisuels (FIPA), Biarritz: Außerhalb des Wettbewerbs mit Mikhail Gorbatchev, simples confidences.[14]
- 2023: 25th Shanghai International Film Festival (SIFF)

## Auszeichnungen
- 2007: Scam Star für ihren Film „Sieben Tage im Leben des Weihnachtsmannes“ (2005)
- 2009: Stipendiat Résidence Académie Internationale du Moulin d'Andé - Centre artistique et culturel: filmisches Schreiben.